# تپه گورستان پری
تپه قبرستان پری مربوط به دوره اشکانیان - دوره ساسانیان است و در شهرستان ماهنشان، بخش مرکزی، دهستان اوریاد، شمال روستای پری، چسبیده به خانه‌های روستا واقع شده و این اثر در تاریخ ۲۷ بهمن ۱۳۸۷ با شمارهٔ ثبت ۲۴۵۸۰ به‌عنوان یکی از آثار ملی ایران به ثبت رسیده است.